# Деятельность по защите окружающей среды в США

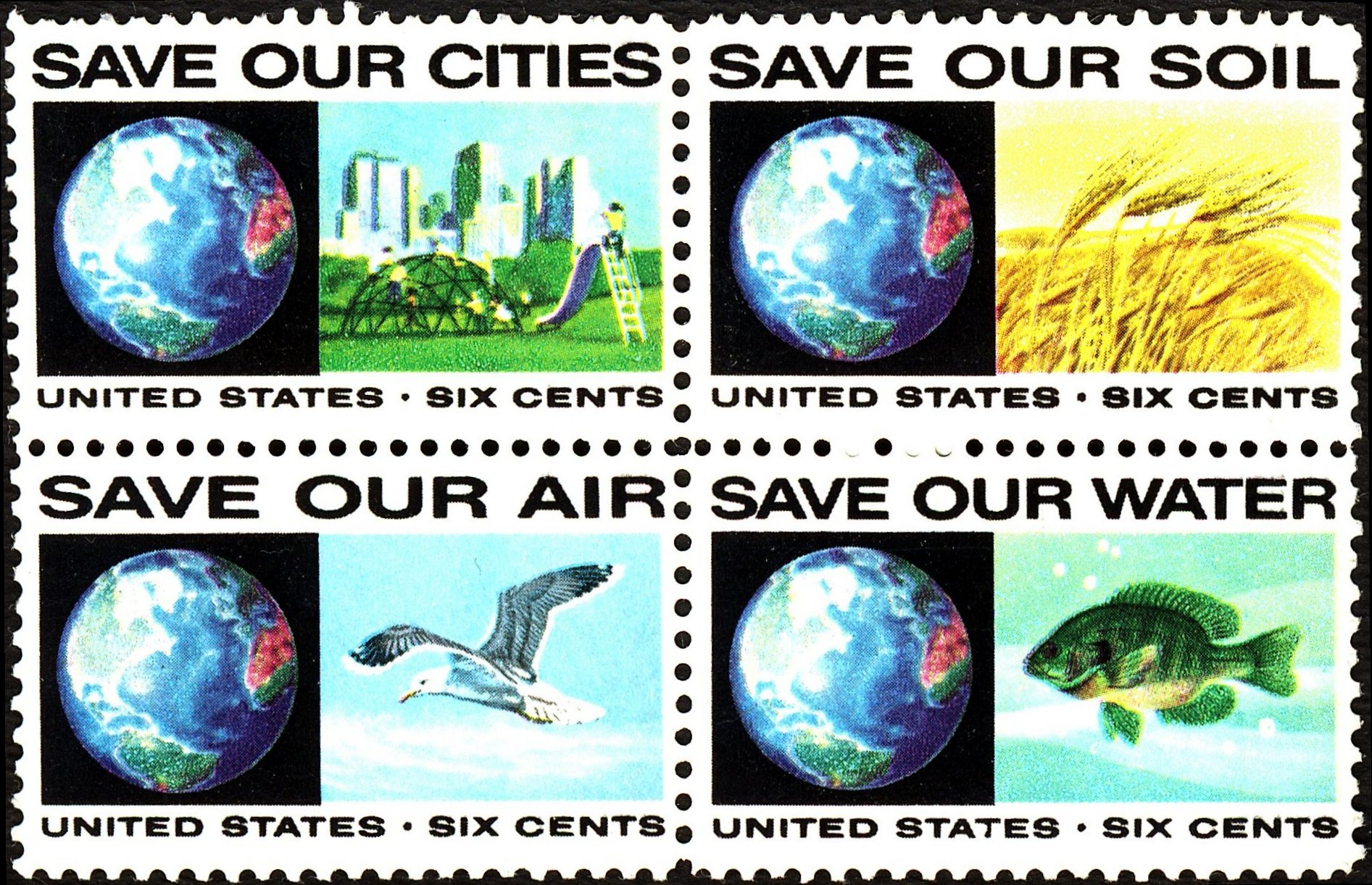
Почтовые марки США 1970-х годов.

На данный момент в Соединенных Штатах существует широкий круг неправительственных организаций, занимающихся вопросами защиты окружающей среды и экологии. Эти организации существуют в местном, национальном и международном масштабе. Экологические НПО (неправительственные организации) сильно различаются по политическим взглядам и влиянию, которое они оказывают на экологическую политику США и других правительств. Экологическое движение сегодня состоит как из крупных национальных групп, так и из множества небольших местных групп, имеющих локальные интересы. Некоторые из них напоминают движение по охране природы США, существовавшее ранее и повлиявшее на такие организации как «Охрана природы», «Одюбонское общество» и «Национальное географическое общество». 

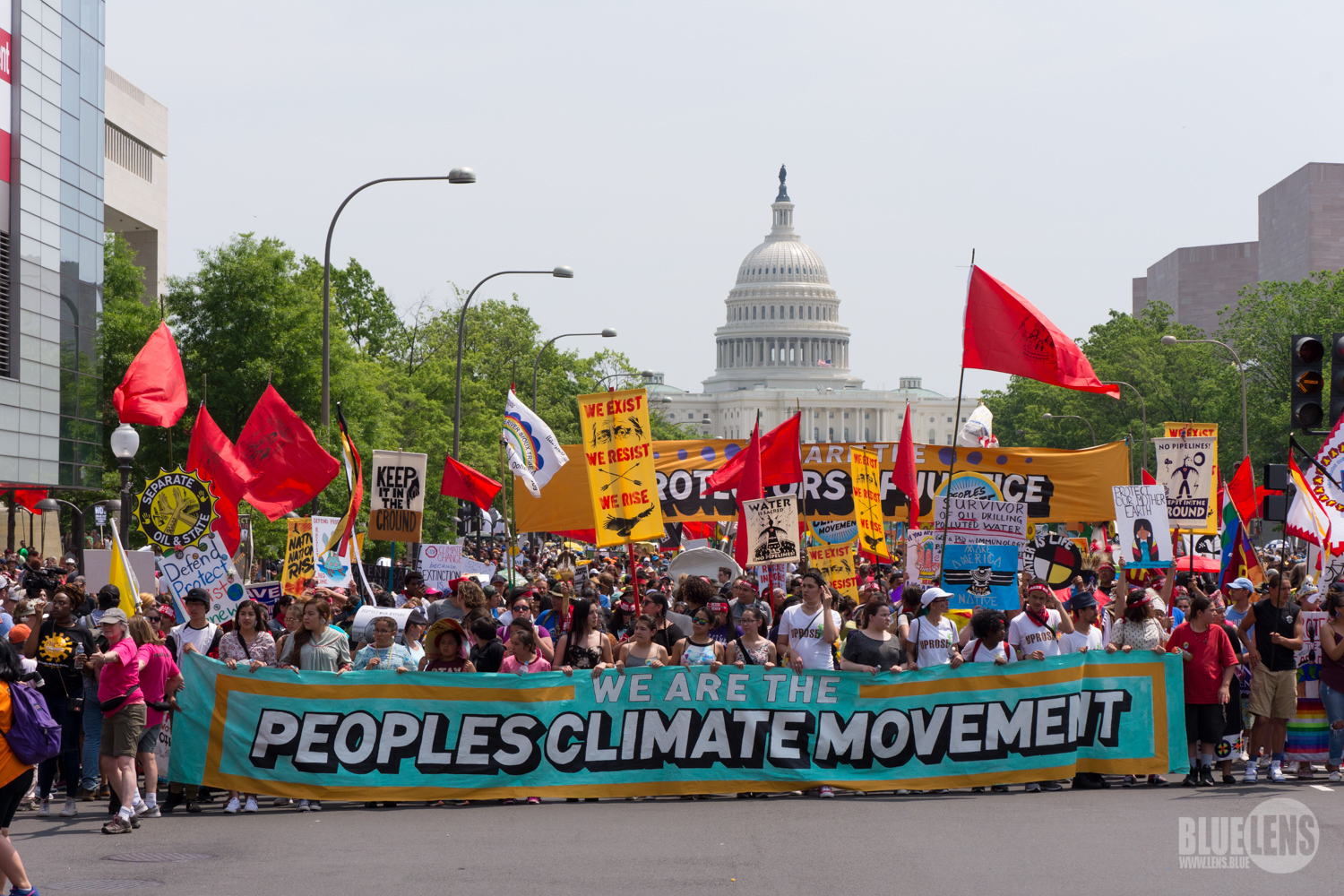
Марш в поддержку защиты климата (2017).

## Масштаб движения
- Раннее движение по сохранению окружающей среды началось в конце XIX века и включало в себя рыболовство и управление дикой природой, водоснабжение, сохранение почвы и устойчивое лесное хозяйство. Сегодня движение включает в себя устойчивую добычу природных ресурсов, сохранение дикой местности и биологического разнообразия.
- Современное экологическое движение, которое началось в 1960-х годах в связи с обеспокоенностью степенью загрязнения воздуха и воды, сегодня стало более широким по охвату, и включает в себя все разнообразные природные зоны и деятельность человека.
- Движение за чистоту окружающей среды, начинающееся в прогрессивную эру (1890—1920-е гг.) проявляется в городских реформах, включающих в себя очищение водоснабжения, более эффективное удаление неочищенных сточных вод и антисанитарных условий жизни. Сегодня чистота окружающей среды больше связана с питанием, профилактической медициной, старением и другими проблемами, связанными с благосостоянием человеческого организма.
- Движение за устойчивое развитие, которое началось в 1980-х годах, сосредоточилось на гипотезе Геи, ценности Земли и других взаимосвязях между науками о человеке и его обязанностями.
- Экологическая справедливость — это движение, которое началось в США в 1980-х годах, оно стремится положить конец экологическому расизму. Зачастую общины с низким уровнем дохода, а также мелкие поселения расположены вблизи автомагистралей, мусорных свалок и заводов, где более высок вред для здоровья. Движение за экологическую справедливость стремится связать «социальные» и «экологические» проблемы окружающей среды, в том числе проблемы расизма, сексизма и гомофобии.

Несмотря на то, что в последние годы повышалась информированность общественности и науки о защите окружающей среды, спектр проблем, с которыми необходимо бороться, расширился, он включает такие ключевые понятия, как «устойчивость», а также новые возникающие проблемы, такие как истощение озонового слоя, глобальное потепление, кислотные дожди, землепользование и биогенетическое загрязнение.
- Экологические движения часто взаимодействуют или связаны с другими социальными движениями, например, за мир, права человека и права животных; и против ядерного оружия и / или ядерной энергии, эндемических заболеваний, нищеты, голода и т. д.

Членство в отдельных экологических организациях США (тысячи)
|                                              | 1971        | 1981        | 1992 | 1997 | 2004 |
| -------------------------------------------- | ----------- | ----------- | ---- | ---- | ---- |
| Сьерра-клуб (1892)                           | 124         | 246         | 615  | 569  | 736  |
| Национальное Одюбонское Общество (1905)      | 115         | 400         | 600  | 550  | 550  |
| Ассоциация охраны национальных парков (1919) | 49          | 27          | 230  | 375  | 375  |
| Лига Изаака Уолтона (1922)                   | 54          | 48          | 51   | 42   | 45   |
| Общество дикой природы (1935)                | 62          | 52          | 365  | 237  | 225  |
| Национальная федерация дикой природы (1936)  | 540         | +818        | +997 | 650  | 650  |
| Защитники дикой природы (1947)               | 13          | 50          | 77   | 215  | 463  |
| Охрана природы (1951)                        | 22          | 80          | 545  | +865 | 972  |
| WWF-США (1961)                               | не доступно | не доступно | 970  | 1200 | 1200 |
| Фонд защиты окружающей среды (1967)          | 20          | 46          | 175  | 300  | 350  |
| Друзья Земли (США) (1969)                    | 7           | 25          | 30   | 20   | 35   |
| Совет по защите природных ресурсов (1970)    | 5           | 40          | 170  | 260  | 450  |
| Гринпис США (1975)                           | не доступно | не доступно | 2225 | 400  | 250  |

## История
Вместе с ранними европейскими переселенцами из Европы в США закрепилась концепция общего достояния. В колониальную эпоху доступ к природным ресурсам был у местных городов, а споры по поводу рыболовства или землепользования решались локально. Внедрение технологий обесценило традиционные способы разрешения споров об использовании ресурсов, и местные органы власти лишились контроля над локальными ресурсами. Например, плотины рек для мельниц не представляли возможности жителям городов, расположенным вверху по течению, заниматься рыболовством; вырубка и расчистка леса в водосборах наносили ущерб местному рыболовству населённых пунктов, расположенных внизу по течению реки. На территории Новой Англии многие фермеры заметили, что расчистка леса изменила потоки ручьев и повлияла на уменьшение популяции птиц, которые боролись с насекомыми и другими вредителями. Эти проблемы стали широко известны после выхода публикации «Человек и природа» (1864) Джорджа Перкинса Марша. Анализ воздействия на окружающую среду, как правило, является основным способом определения того, в каких вопросах участвует экологическое движение. Этот метод используется для определения того, как действовать в ситуациях, которые наносят ущерб окружающей среде, для чего выбирается способ, который наносит наименьший ущерб и имеет наименьшие долгосрочные последствия.

## Движение за сохранение окружающей среды
Сохранение окружающей среды впервые стало для США национальным вопросом во время прогрессивной эпохи (1890-20-е годы). Раннее движение по охране природы делало акцент на научное управление природными ресурсами, которое благоприятствовало крупным предприятиям, и контроль начал переходить от местных органов власти к штатам и федеральному правительству. Некоторые авторы считают, что спортсмены, охотники и рыболовы увеличили влияние на природоохранное движение. По некоторым данным в 1870-х годах такие журналы как «Американские спортсмены», «Лес и ручей» и «Поле и ручей», привели к росту движения за сохранение окружающей среды. Это природоохранное движение также призывало к созданию государственных и национальных парков и лесов, заповедников и национальных памятников, позволяющих сохранить природные особенности местности. По мере того как индустриализация становилась все более заметной, а также усиливалась тенденция к урбанизации, началось экологическое движение за сохранение природного наследия. Вопреки распространенному мнению, природоохранные группы не против расширения используемой территории в целом, а заинтересованы в эффективности использования ресурсов и освоения земель.

## Прогрессивная эра
Теодор Рузвельт и его близкий союзник Джордж Бёрд Гриннелл были заинтересованы охотничьими поставками на рынок, что в свою очередь привело к тому, что большое количество видов диких животных Северной Америки оказалось на грани исчезновения. Рузвельт признал, что такой подход правительства США был слишком расточительным и неэффективным. Большая часть природных ресурсов в западных штатах к тому времени принадлежала федеральному правительству. Правительство посчитало, что лучшим вариантом действий по сохранению была разработка долгосрочного плана, который бы позволил максимально увеличить долгосрочные экономические выгоды от природных ресурсов. Для этого Рузвельт и Гриннелл основали Клуб Буна и Крокетта в 1887 году. Клуб состоял из лучших умов и влиятельных людей того времени: специалистов по охране природы, ученых, политиков и интеллектуалов, которые стали ближайшими помощниками Рузвельта во время его марша по сохранению дикой природы и среды обитания в Северной Америке. Будучи президентом, Теодор Рузвельт стал выдающимся защитником природы, поставив проблему на первое место на национальном уровне. Он работал со всеми основными деятелями движения, особенно активно со своим главным советником по этому вопросу, Гиффордом Пинчотом. Рузвельт был глубоко привержен сохранению природных ресурсов и считается первым президентом страны, активно выступавшим в поддержку сохранения окружающей среды. Он поддержал закон о мелиорации штата Ньюлендс 1902 года, продвигавшему федеральное строительство плотин для орошения небольших ферм, и поместил 230 миллионов акров (360 000 миль или 930 000 км²) под федеральную защиту. Рузвельт выделил больше федеральных земель для национальных парков и заповедников, чем все его предшественники вместе взятые.

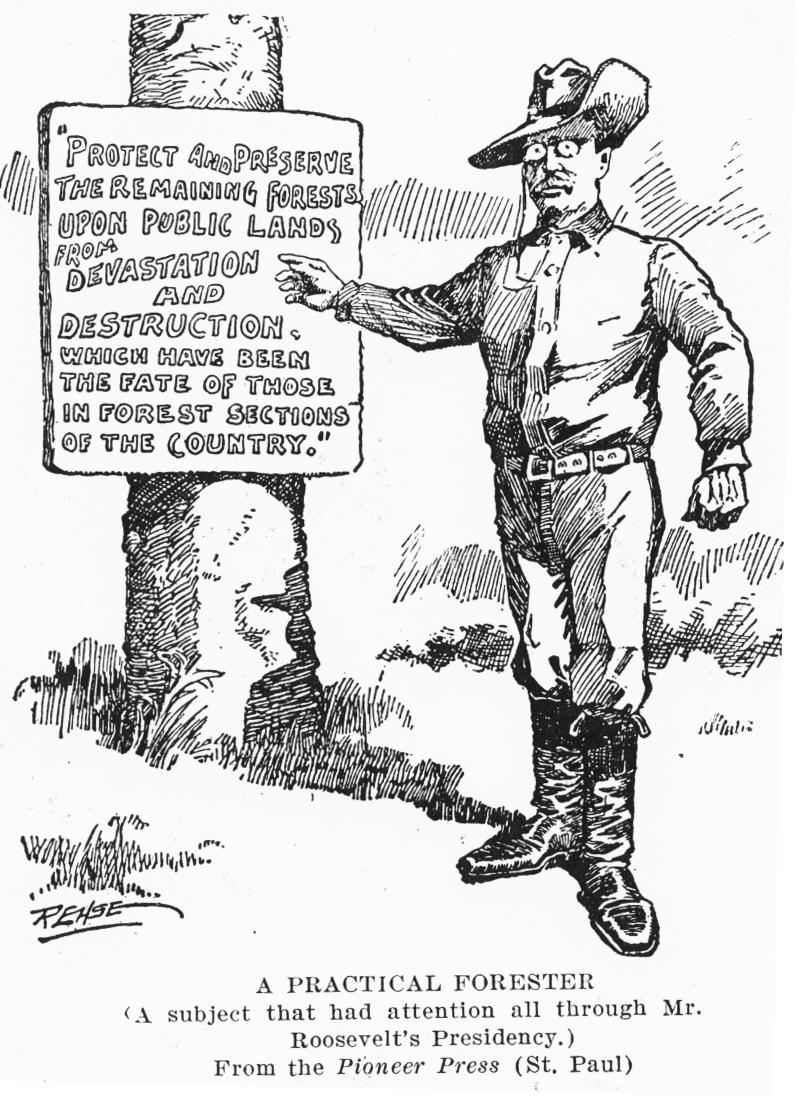
Политика сохранения Теодора Рузвельта

Рузвельт создал «Лесную службу Соединённых Штатов», подписал закон о создании пяти национальных парков, а также «Закон о древностях» 1906 года, в соответствии с которым было провозглашено 18 новых национальных памятников США.Он также создал первые 51 птичьих и 4 охотничьих заповедников, 150 национальных лесов, в том числе первый в стране Национальный лес шошонов. Площадь Соединённых Штатов, которую он поместил под государственную защиту, составляет приблизительно 230 000 000 акров (930 000 км2).
Гиффорд Пинчот был назначен Маккинли начальником отдела лесного хозяйства в министерстве сельского хозяйства. В 1905 году его ведомство получило контроль над национальными лесными заповедниками. Пинчот продвигал частное использование (за плату) под федеральным контролем. В 1907 году Рузвельт выделил 16 млн акров (65 000 км²) новых национальных лесов.
В мае 1908 года Рузвельт спонсировал Конференцию губернаторов, проводимую в Белом доме с акцентом на природные ресурсы и их наиболее эффективное использование. Рузвельт выступил с девизом: «Сохранение как национальный долг».
В 1903 году Рузвельт совершил поездку по долине Йосемити с Джоном Мьюиром и попытался минимизировать коммерческое использование водных ресурсов и лесов. Работая через основанный им Сьерра-клуб, в 1905 году Мьюиру удалось передать Конгрессу рощу Марипоса и Йосемитскую долину в Службу национальных парков.У Рузвельта и Мьюира были противоположные подходы к сохранению природного наследия. В то время как Мьюр хотел, чтобы природа сохранялась ради чистой красоты, Рузвельт согласился с формулировкой Пинчота: "чтобы лес производил наибольшее количество любых культур или услуг, которые были бы наиболее полезными, и продолжал производить его из поколения в поколение, людей и деревьев. Мьюр и Сьерра-клуб яростно выступали против работ, проводимых в долине Хетч-Хетч и в Йосемити, для обеспечения города Сан-Франциско водой. Рузвельт и Пинчот поддержали плотину, как и президент Вудро Вильсон. Плотина Хетч-Хетч была закончена в 1923 году и все ещё находится в эксплуатации, но Сьерра-клуб все ещё хочет снести её.
Среди других влиятельных защитников Прогрессивной эры были Джордж Берд Гриннелл (спортсмен, основавший Клуб Буна и Крокетта), Лига Изаака Уолтона и Джон Мьюр, основатель Сьерра-клуба в 1892 году. Специалисты по охране природы организовали Ассоциацию охраны национальных парков, Общество Одюбони и другие группы, которые всё ещё остаются активными.

## Новый курс
Франклин Делано Рузвельт (1933—1945), как и его кузен Теодор Рузвельт, был ревностным защитником природы. Он использовал многочисленные программы министерств сельского хозяйства и внутренних дел чтобы положить конец расточительному использованию ресурсов, смягчить последствия «пыльной чаши» и эффективно освоить природные ресурсы на Западе. Одной из самых популярных программ «Нового курса» был Гражданский корпус охраны природы (1933—1943 гг.), который направил два миллиона бедных молодых людей на работу в сельские районы и районы дикой природы, главным образом на природоохранные проекты.

## После 1945
После Второй мировой войны усиливающиеся посягательства на пустынные земли вызывали постоянное сопротивление защитников природы, которым удалось заблокировать ряд проектов в 1950-х и 1960-х годах, в том числе предлагаемую плотину «Мост-Каньон», которая могла бы зарезервировать воды реки Колорадо в национальном парке Гранд-Каньон.
Американская конференция по сохранению национальных возобновляемых природных ресурсов, проводившаяся в 1948 году, на которой присутствовало около 200 ученых со всех штатов Америки. На ней были сформированы основные принципы:
«Ни одно поколение не может единолично распоряжаться возобновляемыми ресурсами, за счет которых оно живёт. Мы держим совместные ресурсы в вере к процветанию, а уменьшить или уничтожить его — значит совершить измену будущему».

## Начало современного движения

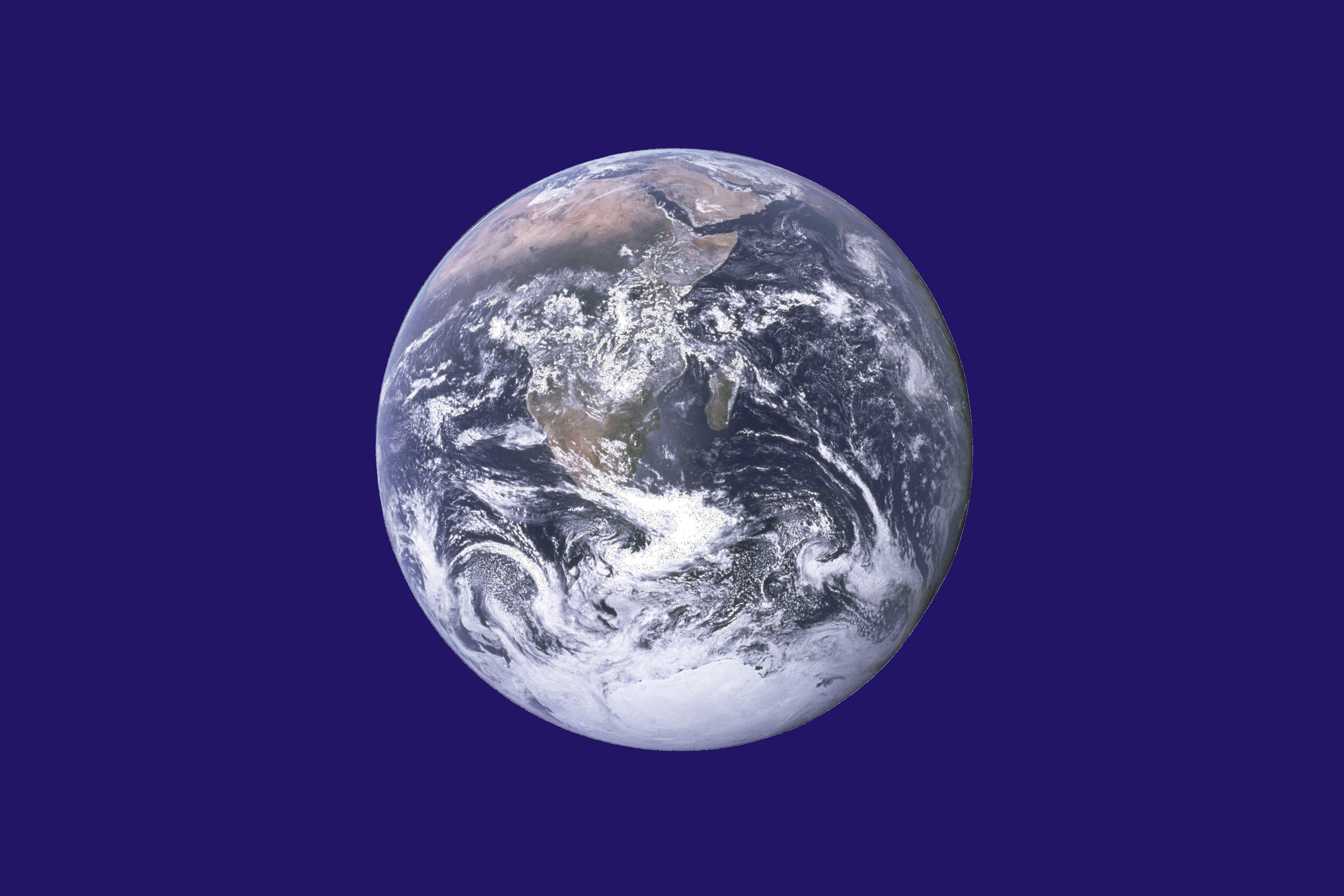
День Земли флаг.

За время 1950-х, 1960-х и 1970-х годов произошло несколько событий, которые повысили осведомлённость общественности о вреде, наносимом окружающей среде человеком. В 1954 году экипаж из 23 человек японского рыболовного судна Lucky Dragon подвергся радиации в результате испытания водородной бомбы на атолле Бикини, в 1969 году — экологически катастрофического разлива нефти из морской скважины в калифорнийском канале Санта-Барбара, протест Барри Коммонера против ядерных испытаний, книга Рэйчел Карсон «Безмолвная весна» и книга Пола Р. Эрлиха «Популяционная бомба» добавили беспокойства об окружающей среде. Снимки Земли из космоса подчеркнули её хрупкость.
По мере того, как общественность стала лучше осознавать экологические проблемы, озабоченность по поводу загрязнения воздуха, загрязнения воды, удаления твердых отходов, истощения энергетических ресурсов, радиации, отравления пестицидами (в частности, как описано в «Безмолвная весна» Рэйчел Карсон, 1962), шумового загрязнения и других. Проблемы вызвали расширение числа обеспокоенных. То, что общественная поддержка экологических проблем была широко распространена, стало ясно в демонстрациях Дня Земли 1970 года.

## Сохранение дикой природы
В современном движении за сохранение дикой природы важную философскую роль играют труды Джона Мьюира, который был активистом в конце XIX и начале XX века. Наряду с Мьюиром, пожалуй, самым влиятельным в современном движении является Генри Дэвид Торо, опубликовавший свое произведение «Уолден» в 1854 году. Также важен был лесничий и эколог Альдо Леопольд, один из основателей Общества дикой природы в 1935 году, который написал классический альманах «Уезд Санд», опубликованный в 1949 году. Другие философские основы были заложены Ральфом Уолдо Эмерсоном и Томасом Джефферсоном.
Существует также растущее движение туристов и других людей, которые наслаждаются отдыхом на свежем воздухе, чтобы помочь сохранить окружающую среду, проводя время в пустыне.

## Антиядерное движение
Антиядерное движение в Соединенных Штатах состоит из более чем 80 антиядерных групп, которые выступили против Соединенных Штатов в области ядерной энергетики или ядерного оружия, или этих областей вместе. В эти группы входят Альянс Абалоне, Институт энергетических и экологических исследований, Служба ядерной информации и ресурсов и Врачи за социальную ответственность .Антиядерное движение задержало строительство или приостановило обязательства по строительству некоторых новых атомных станций и оказало давление на Комиссию по ядерному регулированию, чтобы обеспечить соблюдение и усиление правил безопасности для атомных электростанций.
Антиядерные протесты достигли пика в 1970-х и 1980-х годах и выросли из экологического движения. Кампании, которые привлекли внимание общественности, включали атомную электростанцию в Калверт-Клиффс, атомную электростанцию настанции Сибрук, электростанцию Диабло-Каньон, атомную электростанцию Шорехам и остров Три Майл. 12 июня 1982 года в центральном парке Нью-Йорка состоялась акция против ядерного оружия и прекращения гонки вооружений времен холодной войны, в которой принял участие один миллион человек. Это был крупнейший антиядерный протест и крупнейшая политическая демонстрация в американской истории. Международный день протеста за ядерное разоружение состоялся 20 июня 1983 года в 50 местах по всей территории Соединенных Штатов. В 1980-х и 1990-х годах на полигоне в Неваде было много протестов и лагерей за мир в пустыне Невада.
Более поздняя кампания антиядерных группировок была связана с несколькими атомными электростанциями, включая АЭС Энрико Ферми,Энергетический центр Индиан-Пойнт, Ядерная электростанция Ойстер-Крик,Ядерная электростанция «Пилигрим»,Салемская атомная электростанция, и АЭС Вермонт Янки. Были также кампании, связанные с заводом по производству ядерного оружия Y-12, Национальная лаборатория штата Айдахо, предложили хранилище ядерных отходов в Юкка-Маунтин, участок Хэнфорд, полигонов Неваде,Лоуренс Ливермор Национальная лаборатория, и транспортировка ядерных отходов из Лос-Аламосской национальной лаборатории.
Некоторые ученые и инженеры высказали возражения в отношении ядерной энергетики, в том числе: Барри Коммонер, С. Дэвид Фриман, Джон Гофман, Арнольд Гундерсен, Марк З. Якобсон, Амори Ловинс, Арджун Махиджани, Грегори Майнор, Джозеф Ромм и Бенджамин К. Совакул. Ученые, которые выступают против ядерного оружия, включают Лайнуса Полинга и Евгения Рабиновича.

## Антитоксические группы

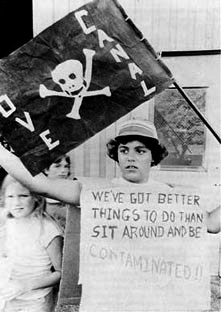
Протест о загрязнении канала Любви жителем, ок. 1978

Антитоксические группы — это вид групп, связанных с Движением за охрану окружающей среды в Соединённых Штатах, в основном исследующие влияние на человека городов и их побочных продуктов. Этот аспект движения является само-провозглашенным «движением домохозяек». Озабоченность проблемами загрязнения грунтовых вод и воздуха возросла в начале 1980-х годов, и люди, участвующие в антитоксических группах, утверждают, что они заботятся о здоровье своих семей. Известный случай произошёл с ассоциацией домовладельцев канала Любви (LCHA): на участке, который использовался для захоронения токсичных веществ компанией Hooker Chemical Company, был построен жилой комплекс. В результате этого у жителей появились симптомы раздражения кожи, Лоис Гиббс, жительница комплекса, начала массовую кампанию по возмещению ущерба. Конечный успех привел к тому, что правительству пришлось выкупать дома, которые были проданы в застройке.

## Федеральное законодательство 1970-х годов
До 1970-х годов защита основных источников воздуха и воды оставалась в основном на усмотрение каждого государства. В течение 1970-х годов основная ответственность за чистый воздух и воду перешла к федеральному правительству. Растущие проблемы, как экологические, так и экономические, со стороны городов и поселков привели к принятию обширного законодательства, в частности Закона о чистом воздухе 1970 года и принятии Закона о контроля загрязнения воды 1972 года. Другие законодательные акты включали Закон о Национальной экологической политике 1970 года (NEPA), который учредил Совет по качеству окружающей среды; Закон о защите, исследованиях и заповедниках морской среды 1972 года; Закон 1973 года об исчезающих видах, Закон о безопасной питьевой воде (1974 год), Закон о сохранении и восстановлении ресурсов (1976 год), Поправки к Закону о борьбе с загрязнением воды 1977 года, которые стали называться Законом о чистой воде, и Комплексные меры реагирования на окружающую среду Закон о компенсации и ответственности, широко известный как Закон о суперфонде (1980). Эти законы регулировали общественные системы питьевой воды, токсичные вещества, пестициды и сброс в океан; занимались охраной природы и водоёмов. Кроме того, новые законы предусматривают исследования загрязнения, установление стандартов, очистку загрязненного участка, отслеживание изменений и правоприменение.
Создание этих законов привело к серьёзному сдвигу в экологическом движении. Такие группы, как Сьерра-клуб, сместили акцент с местных вопросов на государственный уровень. В результате возникли новые группы, например, Совет по защите природных ресурсов и Защита окружающей среды, которые также оказали влияние на политику.

## Изменение местного влияния
В 1980-х президент Рональд Рейган стремился сократить масштабы защиты окружающей среды, для этой цели он нанял Джеймса Дж. Уотта, которого называли одним из самых «явно антиэкологических политических назначенных лиц». Основные экологические группы ответили массовой рассылкой информационных писем, что привело к увеличению числа членов и пожертвований. Экологические организации начали все больше и больше полагаться на связи в Вашингтоне, округ Колумбия, для продвижения своей программы по защите окружающей среды. В то же время членство в экологических группах все больше распространяется как в больших городах, так и в пригородах. Такие группы, как права животных и закон контроля над оружием, стали связанными с защитой окружающей среды, в то время как спортсмены, фермеры и владельцы ранчо больше не были влиятельными в движении.
Когда отраслевые группы лоббировали ослабление контроля и отрицательную реакцию на экологические нормы, так называемое движение разумного использования приобрело важность и влияние.

## «Постэкологическое движение»
В 2004 году, когда экологическое движение, казалось бы, застопорилось, некоторые экологи начали сомневаться в том, является ли «экологизм» полезной политической основой. Согласно противоречивому эссе, озаглавленному «Смерть окружающей среды» (Michael Shellenberger and Ted Nordhaus, 2004), американский экологизм был чрезвычайно успешным в защите воздуха, воды и больших участков дикой природы в Северной Америке Европе.
Шелленбергер и Нордхаус писали: «Сегодня защита окружающей среды — это просто ещё один особый интерес. Подтверждение этому можно найти в его концепциях и предложениях. Что показывает, что экологические лидеры опираются на престижность выполняемой работы, а не на реальные действия по защите окружающей среды». На конференции в Сан-Франциско с речью «Мертвая среда?» выступил бывший президент Сьерра-клуба Адам Уэрбах, который поддерживал эволюцию защиты окружающей среды в более широкую, актуальную и мощную прогрессивную политику. Уэрбах одобрил создание экологического движения, которое больше относится к среднестатистическим американцам.
Активисты «постэкологического движения» утверждают, что экологические кризисы, с которыми сталкивается человечество в 21-м веке, качественно отличаются от проблем, с которыми сталкивалось экологическое движение в 1960-х и 1970-х годах. Считается, что изменение климата и разрушение среды обитания являются глобальными и более сложными, поэтому требуют гораздо более глубоких преобразований экономики, культуры и политической жизни.
«Политически нейтральные» группы, как правило, избегают глобальных конфликтов и рассматривают урегулирование межчеловеческих конфликтов как отдельное от уважения к природе — в прямом противоречии с экологическим движением и движением за мир, которые имеют все более тесные связи: в то время как партии зеленых, Гринпис, и такие группы, как журнал «Активист», рассматривают экологию, био-разнообразие и прекращение вымирания, не связанного с человеком, как абсолютную основу для мира, то местные группы считают высокую степень глобальной конкуренции и конфликтов оправданной, если она позволяет им сохранять локальную уникальность. Такие группы, как правило, существуют не одно поколение, защищая одни и те же местные сокровища.
Местные группы все чаще находят, что им выгодно сотрудничество, путем переговоров или принятия одновременной политики, а также на основе общих юридических ресурсов, или даже иногда на общий глоссарий. Однако различия между различными группами, составляющими современное экологическое движение, более глобальны, чем их сходство, и они редко взаимодействуют напрямую, за исключением нескольких основных глобальных вопросов. Заметным исключением является то, что более 1000 местных групп со всей страны объединились для одного дня действий в рамках кампании «Step It Up 2007» для реальных решений глобального потепления.
Такие группы, как «Био-региональная революция», призывают к преодолению этих разногласий, поскольку глобальные проблемы XIX века, которые, как они утверждают, вынуждают людей объединяться и принимать решительные действия. Они продвигают пермакультуру и местную экономику в качестве решения этих проблем, перенаселения, глобального потепления, глобальных эпидемий и нехватки воды, но, в первую очередь, «пика нефти» — прогноз, что страна, вероятно, достигнет максимума в мировом производстве нефти, которое может привести к радикальным изменениям во многих аспектах повседневной жизни местного населения.

## Экологические права
Многие экологические иски касаются вопроса собственности. Не установлено имеет ли общественность вмешиваться в правовые вопросы, которые ограничены владельцами собственности. Эссе Кристофера Д. Стоуна 1972 года «Должны ли деревья стоять?» серьёзно затронул вопрос о том, должны ли сами природные объекты иметь законные права, в том числе право участвовать в судебных процессах. Стоун предположил, что в этом нет ничего абсурдного, и отметил, что многие субъекты, которые в настоящее время рассматриваются как имеющие законные права, в прошлом считались «вещами», которые считались юридически неправомерными; например, инопланетяне, дети и женщины. Его эссе иногда рассматривается как пример ошибочного гипостазирования.
Одним из самых ранних судебных процессов, устанавливающих, что граждане могут предъявлять иск за вред окружающей среде, был Scenic Hudson Preservation Conference V.Федеральная энергетическая комиссия, принятая в 1965 году Вторым окружным апелляционным судом. Дело помогло остановить строительство электростанции на горе Шторм Кинг в штате Нью-Йорк.

## Роль науки
Сохранение биологии является важной и быстро развивающейся областью.
Одним из способов избежать стигмы «изма» было превращение ранних антиядерных групп в более научные партии зеленых, создание новых НПО, таких как «Гринпис» и «Действия Земли», и выделение групп для защиты глобального био-разнообразия и предотвращения глобального потепления и изменения климата. Однако некоторые из артий в процессе деятельности утратили изначальные цели. Тем не менее, эти группы имеют четко определённые этические и политические взгляды, подкреплённые наукой.

## Критика
Некоторые люди скептически относятся к экологическому движению и считают, что оно более политично, нежели научно. В ходе серьёзных дебатов об изменении климата и воздействии некоторых пестицидов и гербицидов, которые имитируют половые гормоны животных, наука показала, что некоторые из утверждений экологов заслуживают доверия.
Претензии экологов могут восприниматься как скрытые атаки на промышленность и глобализацию, а не как законные экологические проблемы. Недоброжелатели отмечают, что значительное число экологических теорий и прогнозов были неточными и предположить, что правила, рекомендованные экологами, скорее повредят обществу, чем помогут природе.

## ДДТ (инсектицид)
Неоднозначным примером является использование средства против насекомых ДДТ, который используется для борьбы с малярией. При этом, согласно Рэйчел Карсон, ДДТ очень токсичен для водных организмов, включая раков дафний, морских креветок и многие видов. В своей книге «Безмолвная весна»писательница предположила, что пестицид вызывает рак и наносит серьёзный ущерб экосистемам.
Известный романист и выпускник Гарвардской медицинской школы Майкл Крайтон предстал перед комитетом Сената США по окружающей среде и общественным работам для решения этих проблем и рекомендовал использовать двойные слепые эксперименты в исследованиях окружающей среды. Крайтон предположил, что, поскольку экологические проблемы носят столь политический характер, лицам, формирующим политику, необходимы нейтральные, убедительные данные, а не гипотезы и риторика, а двойные слепые эксперименты являются наиболее эффективным способом достижения этой цели.
Последовательная тема, которая признается как сторонниками, так и критиками (хотя критика более распространена), заключается в том, что мы очень мало знаем о Земле, на которой мы живем. Большинство областей экологических исследований являются относительно новыми, и поэтому то, что мы проводим, ограничено и не предсказывается наперед, чтобы мы могли полностью понять долгосрочные экологические тенденции. Это побудило ряд защитников окружающей среды поддержать использование принципа предосторожности при разработке политики, утверждающей, что мы не знаем, как определённые действия могут повлиять на окружающую среду, и потому что есть основания полагать, что они могут принести больше вреда, чем пользы. В таком случае мы должны воздерживаться от таких действий.

## Миф дикой природы
Историк и президент Американской исторической ассоциации Уильям Кронон раскритиковал современное экологическое движение за романтические идеализации дикой природы. Кронон пишет: «Пустыня служит неисследованным фундаментом, на котором покоятся многие из квази-религиозных ценностей современного экологизма». Кронон утверждает, что «в той мере, в какой мы живем в городской индустриальной цивилизации, но в то же время притворяемся для себя, что наш настоящий дом находится в пустыне, именно в этой степени мы даем себе разрешение уклониться от ответственности за жизнь, которую мы фактически ведем».
Точно так же Майкл Поллан утверждал, что этика дикой природы заставляет людей отклонять области, чья дикость/естественность менее чем абсолютна. В своей книге «Вторая природа» Поллан пишет, что «когда пейзаж перестает быть девственным», «он обычно списывается как утраченный, потерянный для природы, не подлежащий возврату».